# Pac’s Life
2Pac hatodik, halála után kiadott albuma 2006 november végén jelent meg. A lemezen található 13 (14 az UK-ban, 15 Japánban) szám egy kivételével ("Soon As I Get Home") mind újra lett mixelve napjaink producerei által (ahogy már megszokhattuk), valamint az eredeti számokban közreműködő előadókat is lecserélték a jelenlegi mainstream képviselőire, ezzel nem nyíltan inkább a fiatalabb 'rapper' közösséget kívánták megcélozni, semmint hogy az 1996-ban elhunyt rapper, költő és színész igazi rajongóit. Ami még csalódást jelentett a rajongóknak, hogy a számok egytől-egyik elérhetőek voltak eddig is az Interneten, természetesen eredeti formátumban, így sajnos igazi új 2Pac számokat nem kaptak a rajongók, ami elszomorító még ennyi fel nem használt és unleaked (nem elérhető) szám mellett. Két maxit is kiadtak már a Pac's Life mellé, a címadó dalt Ashanti és T.I. közreműködésével (amihez videóklipet is kiadtak nemrégiben), valamint az Untouchable Swizz mixet Krayzie Bone kollaborálásával. Érdekesség, hogy az Egyesült Királyságban kiadott változat tartalmazott egy bónusz tracket ("Dear Mama" Nitty Remixet), a Japán (!!) pedig az előbb említett szám mellett még egyet, a "Scared Straight"-et, ami eddig unleaked volt mindenki számára, és amit eredetileg Shakur első albumára, a 2Pacalypse Nowra vett fel. És ha a pletykák nem csalnak, 2007-ben egy új 2Pac albumhoz juthatunk, mely egytől egyig eddig nem hallott számokat fog tartalmazni!

## Számok
1. "Untouchable (Swizz Beatz Remix)"
2. "Pac's Life"
3. "Dumpin'"
4. "Playa Cardz Right (Female Version)"
5. "Whatz Next"
6. "Sleep"
7. "International"
8. "Don't Sleep"
9. "Soon as I Get Home"
10. "Playa Cardz Right (Male Version)"
11. "Don't Stop"
12. "Pac's Life (Remix)"
13. "Untouchable"
14. "Dear Mamma (Nitty Remix)" (csak az UK és Japán verzión)
15. "Scared Straight" (csak a Japán verzión)